# Buffalo (Illinois)
Buffalo és una població dels Estats Units a l'estat d'Illinois. Segons el cens del tenia 491 habitants.

## Demografia
Segons el cens del 2000, Buffalo tenia 491 habitants, 199 habitatges, i 135 famílies. La densitat de població era de 512,4 habitants/km².
Dels 199 habitatges en un 34,2% hi vivien nens de menys de 18 anys, en un 50,8% hi vivien parelles casades, en un 13,1% dones solteres, i en un 31,7% no eren unitats familiars. En el 29,1% dels habitatges hi vivien persones soles el 17,1% de les quals corresponia a persones de 65 anys o més que vivien soles. El nombre mitjà de persones vivint en cada habitatge era de 2,47 i el nombre mitjà de persones que vivien en cada família era de 3,04.
Per edats la població es repartia de la següent manera: un 27,7% tenia menys de 18 anys, un 8,6% entre 18 i 24, un 26,9% entre 25 i 44, un 23,4% de 45 a 60 i un 13,4% 65 anys o més.
L'edat mediana era de 36 anys. Per cada 100 dones de 18 o més anys hi havia 90,9 homes.
La renda mediana per habitatge era de 36.250 $ i la renda mediana per família de 51.250 $. Els homes tenien una renda mediana de 31.641 $ mentre que les dones 25.486 $. La renda per capita de la població era de 19.637 $. Aproximadament el 8,7% de les famílies i el 10,8% de la població estaven per davall del llindar de pobresa.

## Poblacions més properes
El següent diagrama mostra les poblacions més properes.